# Trizogeniates barrerai
Trizogeniates barrerai är en skalbaggsart som beskrevs av Martinez 1965. Trizogeniates barrerai ingår i släktet Trizogeniates och familjen Rutelidae. Inga underarter finns listade i Catalogue of Life.